# بوني بيرنهام بوتير
بوني بيرنهام بوتير (بالإنجليزية: Bonnie Burnham Potter)‏ هي ضابطة أمريكية، ولدت في عقد 1940 في نيويورك في الولايات المتحدة.